# 磐田市立向笠小学校
磐田市立向笠小学校（いわたしりつ むかさしょうがっこう）は、静岡県磐田市向笠竹之内にある公立小学校。

## 沿革
- 1873年(明治6年)11月 - 磐田学校として新豊院に開校。
- 1905年(明治38年)3月 - 向笠竹之内権現下351番地に移転。
- 1941年(昭和16年)4月 - 向笠国民学校と改称。
- 1956年(昭和31年)4月 - 向笠村が磐田市に合併　現在校名に改称。

## 通学区域
- 笠梅、向笠新屋、向笠竹之内、向笠西、篠原、岩井の一部。

卒業生は基本的に磐田市立向陽中学校に進学する。

## 特色
環境教育の一環としてビオトープ造りを行っており、2005年度の全国学校ビオトープ･コンクールでは環境大臣賞を受賞している。
2003年から2004年の間に、運動場に芝生が植えられ、緑豊かな運動場へ変わった。
裏の権現山の中央には、「せいじつ」の文字にかたどられているつつじの木があり、春になると綺麗な花を咲かす。2003年から約2年かけて、一部の三年生から六年生までの活動により とんぼ広場（管理するビオトープの一部）に、ツリーハウスが建設された。

## 周辺
- 磐田市立 向笠幼稚園
- 磐田市立 向笠公民館
- 向笠郵便局
- 熊野神社

## 交通
- 自主運行バス（秋葉バスサービス）磐田線 向笠下車 - 徒歩約5分　（平日のみの運行）